# Триплет-триплетна абсорбція
Триплет-триплетна абсорбція (рос. триплет-триплетное поглощение, англ. triplet-triplet absorpsion) — у спектроскопії — поглинання випромінення, що виникає при переході з нижчого триплетного стану молекули у вищий триплетний стан (T → Tn) і дає спектр триплет-триплетного поглинання.